# 1er avril dans les chemins de fer
1er mars 1er mai
Chronologies thématiques
- Croisades
- Sports
- Disney

Cette page concerne les événements qui se sont déroulés un 1er avril dans les chemins de fer.

## Événements

### XIXesiècle
- 1831 : en France, premiers transports de voyageurs en France sur la 2e ligne La Grand-Croix - Givors, premiers trains à traction animale sur la même ligne.
- 1880 : en Roumanie, fondation de la Căile Ferate Române ou Compania Naţională de Căi Ferate CFR SA.

### XXesiècle
- 1977 : en France, la SNCF crée deux directions commerciales distinctes pour le trafic des voyageurs et pour celui des marchandises.
- 1992: Mise en service de la Gare de Marne-la-Vallée - Chessy par la Régie autonome des transports parisiens

### XXIesiècle
- 2001 : entre l'Espagne et la France, création de la société Elipsos, filiale commune de la SNCF et de la Renfe, chargé de la gestion des relations de nuits entre l'Espagne et la France par trains-hôtel Talgo.
- 2004 : en Corée du Sud, mise en service commercial du train à grande vitesse KTX entre Séoul et Pusan, temps de parcours 2 h 40.
- 2006 : 
  - en Suisse, mise en place sous forme de société anonyme d'un Service indépendant d’attribution des sillons chargé et de gérer et d'attribuer les sillons ferroviaires en lieu et place des CFF. Cette société aura quatre actionnaires à égalité : CFF, BLS, SOB et l'Union des transports publics suisses (UTP).
  - au Pays de Galles, le rôle d'autorité organisatrice de la franchise Wales and Borders, qui gère les dessertes ferroviaires voyageurs du Pays de Galles, a été transféré du Ministère des Transports britanniques à l'Assemblée nationale galloise.

## Décès
- 1943 : Georges Wodli, cheminot militant communiste, syndicaliste et résistant français (°15 juillet 1900).